# Euskaltel-Euskadi/Saison 2012
Dieser Artikel listet Erfolge und Fahrer des Radsportteams Euskaltel-Euskadi in der Saison 2012 auf.

## Erfolge in der UCI WorldTour
Bei den Rennen der UCI WorldTour im Jahr 2012 gelangen dem Team nachstehende Erfolg.
| Datum       | Rennen                                      | Sieger         |
| ----------- | ------------------------------------------- | -------------- |
| 24. März    | 6. Etappe Volta Ciclista a Catalunya        | Samuel Sánchez |
| 4. April    | 3. Etappe Vuelta ciclista al País Vasco     | Samuel Sánchez |
| 7. April    | 6. Etappe Vuelta ciclista al País Vasco     | Samuel Sánchez |
| 2.–7. April | Gesamtwertung Vuelta ciclista al País Vasco | Samuel Sánchez |
| 22. Mai     | 16. Etappe Giro d’Italia                    | Jon Izaguirre  |

## Erfolge in der UCI Europe Tour
Bei den Rennen der UCI Europe Tour im Jahr 2012 gelangen dem Team nachstehende Erfolge.
| Datum         | Rennen                             | Sieger         |
| ------------- | ---------------------------------- | -------------- |
| 28. April     | 2b. Etappe Vuelta a Asturias (EZF) | Jon Izaguirre  |
| 25. Juli      | Prueba Villafranca de Ordizia      | Gorka Izagirre |
| 15. September | 7. Etappe Tour of Britain          | Pablo Urtasun  |

## Abgänge – Zugänge
| Zugänge        | Team 2011         | Abgänge                    | Team 2012    |
| -------------- | ----------------- | -------------------------- | ------------ |
| Víctor Cabedo  | Orbea Continental | Jónathan Castroviejo       | Movistar     |
| Ricardo García | Orbea Continental | Koldo Fernández            | Garmin-Sharp |
| Adrián Sáez    | Orbea Continental | Francisco Javier Aramendia | Caja Rural   |
|                |                   | Iñaki Isasi                | Karriereende |
|                |                   | Daniel Sesma               | Karriereende |

## Mannschaft
| Name              | Geburtstag        | Herkunft   |
| ----------------- | ----------------- | ---------- |
| Igor Antón        | 2. März 1983      | Spanien    |
| Mikel Astarloza   | 17. November 1979 | Spanien    |
| Jorge Azanza      | 16. Juni 1982     | Spanien    |
| Pello Bilbao      | 25. Februar 1990  | Spanien    |
| Víctor Cabedo (†) | 15. Juni 1989     | Spanien    |
| Pierre Cazaux     | 7. Juni 1984      | Frankreich |
| Ricardo García    | 26. Februar 1988  | Spanien    |
| Gorka Izagirre    | 7. Oktober 1987   | Spanien    |
| Jon Izaguirre     | 4. Februar 1989   | Spanien    |
| Mikel Landa       | 13. Dezember 1989 | Spanien    |
| Egoi Martínez     | 15. Mai 1978      | Spanien    |
| Miguel Mínguez    | 30. August 1988   | Spanien    |
| Mikel Nieve       | 26. Mai 1984      | Spanien    |
| Juan José Oroz    | 11. Juli 1980     | Spanien    |
| Alan Pérez        | 15. Juli 1982     | Spanien    |
| Rubén Pérez       | 30. Oktober 1981  | Spanien    |
| Adrián Sáez       | 17. März 1986     | Spanien    |
| Samuel Sánchez    | 5. Februar 1978   | Spanien    |
| Romain Sicard     | 1. Januar 1988    | Frankreich |
| Amets Txurruka    | 10. November 1982 | Spanien    |
| Pablo Urtasun     | 29. März 1980     | Spanien    |
| Iván Velasco      | 7. Februar 1980   | Spanien    |
| Gorka Verdugo     | 4. November 1978  | Spanien    |